# أغنيس تروبلي
ولدت أغنيس تروبلي في مدينة فرساي وذلك يوم 26 نوفمبر 1941، هي صانعة موضة فرنسية كما صممت العديد من العلامات التجارية في الملابس، مستحضرات التجميل وغيرها.

## السيرة المهنية

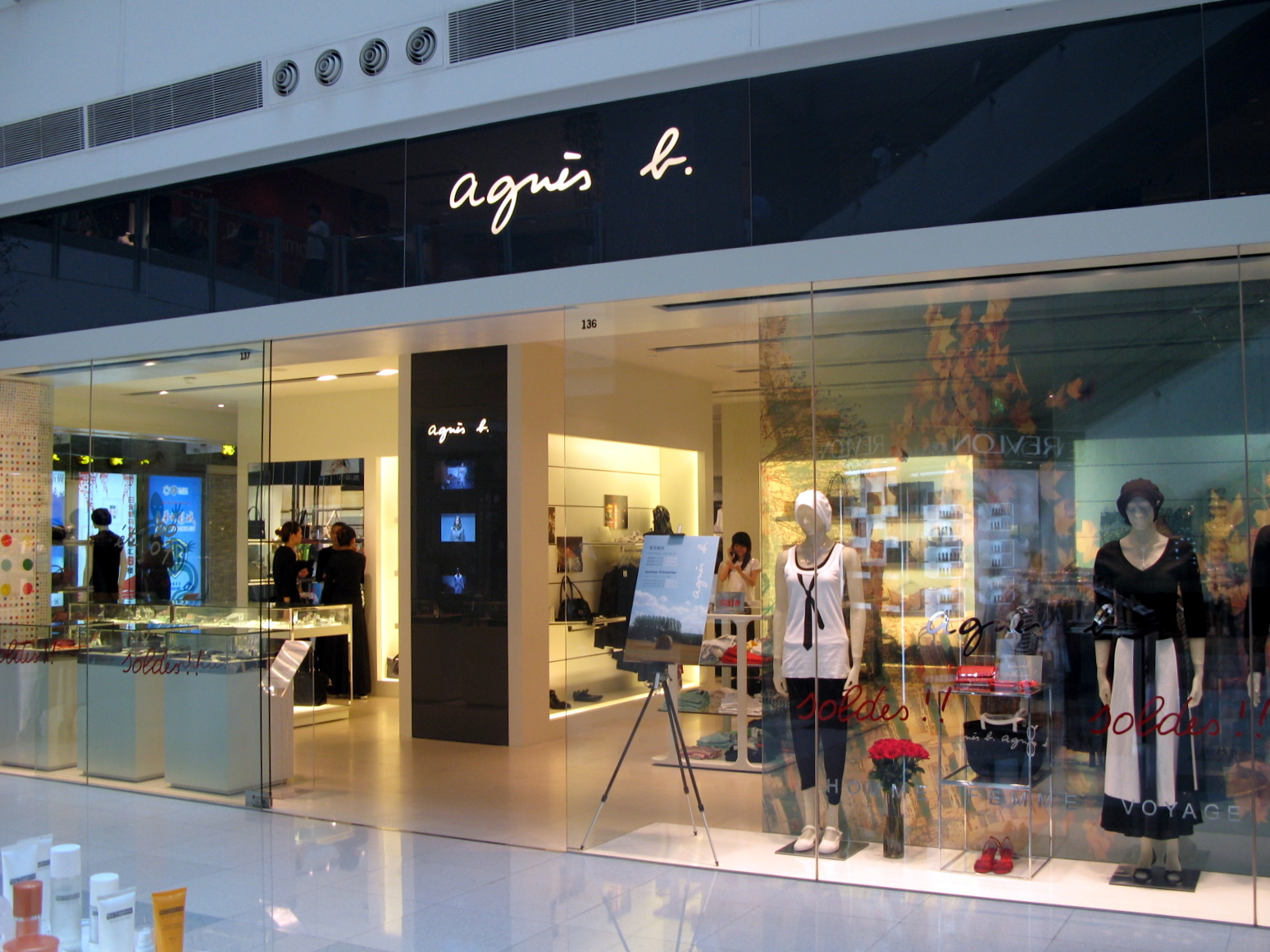
متجر أغنيس ب في شنغهاي

ولدت أغنيس في فرساي من عائلة عسكرية بكل امتياز، حيث يشغل العديد من أفرادها مناصب عسكرية عالية أو مناصب في القانون على غرار المحاماة والقضاة وما إلى ذلك، هذا وقد كان والدها يشتغل بسلك المحاماة في نفس المدينة.
في سنة 1968، انتقلت العائلة للعيش في مونتبارناس، وهناك تشبعت أغنيس بأفكار اليسار الراديكالي، وقد شغلت منصب كاتبة موضة هناك وذلك في مجلة إل، لتصبح بعد ذلك مصممة أزياء عند مٌشغل معين، لكنها سرعان ما انتقلت للعمل وحدها كعاملة حرة. وفي سنة 1975 ازدادت شهرة تروبلي بعد فتحها لمتجر خاص بها حمل الاسم «ب» (بالفرنسية: B)‏ تيمنا بالمؤلف الفرنسي كريستيان بورجوا والذي تزوجت به لاحقا، لكن هذا الزواج لم يدم سوى 3 سنوات (من 17 سنة إلى 20).
ابتداء من سنة 1988، كانت العلامة التجارية التابعة ل أغنيس تعمل على شراء نوع من الملابس الحمراء بدون علامات وذلك من أجل خدمة مرضى الإيدز، هذا وقد ساعدها في ذلك مجموعة من الفنانين والمشاهير لعل أبرزهم غاسبار نوي، ياوي كوساما وغيرهم.
ومن ناحية السينما، فقد شاركت أغنيس في فيلم بلاي تايم للمخرج جاك تاتي، وقد شاركت في مجموعة من الأعمال التي كانت تخص الفن المعاصر، كما قامت بتصوير العديد من الأشياء المتعلقة بالفن كعادتها، حيث أطلقت أول دفعة لها للعموم في شهر يناير من سنة 1992 بفضاء الفنون في منطقة تابعة لإقليم سون ولوار بفرنسا، ثم عاودت عرضه سنة 2004 بتولوز.

## الحياة الخاصة
تزوجت تروبلي للمرة الأولى بالمؤلف الفرنسي كريستيان بورجوا لكنهما سرعان ما انصلا وذلك في مدة لم تتجاوز الثلاث سنوات، ثم عاودت الزواج للمرة الثانية وذلك يوم 17 أبريل 1979 ب جون ريني كلارت (ابن السياسي بيير منديس فرانس)، وقد أنجبت معه فتاتان. لكنها انفصلت عنه هو الآخر، لتتزوج للمرة الثالثة بالناشر فيليب مايكل.

## قائمة أعمالها

### الإخراج
- اسمي هممم (بالفرنسية: Je m'appelle Hmmm)‏ (2003)

## الجوائز
- فارس في وسام جوقة الشرف في 5 سبتمبر 2000، لترتقي إلى ضابط في 12 أبريل 2009[9]، ثم كوماندار في 25 مارس 2016.[10]
- وسام الأداب والفنون يوم 23 نوفمبر 2017[11]

## روابط خارجية
- أغنيس تروبلي على موقع IMDb (الإنجليزية)
- أغنيس تروبلي على موقع ألو سيني (الفرنسية)
- أغنيس تروبلي على موقع ميوزك برينز (الإنجليزية)
- أغنيس تروبلي على موقع أول موفي (الإنجليزية)
- أغنيس تروبلي على موقع قاعدة بيانات الفيلم (الإنجليزية)
- أغنيس تروبلي على موقع كينوبويسك (الروسية)